# Tmesisternus quadrimaculatus
Tmesisternus quadrimaculatus är en skalbaggsart som beskrevs av Aurivillius 1908. Tmesisternus quadrimaculatus ingår i släktet Tmesisternus och familjen långhorningar. Inga underarter finns listade i Catalogue of Life.